# Morti il 14 dicembre

## IV secolo(1)
- 370 - Viatore di Bergamo, vescovo e santo italiano

## VI secolo(2)
- 557 - Anatolio, funzionario bizantino
- 596 - Agnello di Napoli, abate, santo e presbitero italiano (n. 535)

## VIII secolo(1)
- 765 - Ja'far al-Sadiq, imam (n. 702)

## IX secolo(1)
- 872 - Papa Adriano II, papa e vescovo italiano (n. 792)

## XI secolo(4)
- 1005 - Adalberone II di Metz, vescovo e monaco cristiano francese
- 1015 - Arduino d'Ivrea, marchese
- 1052 - Aaron, abate e teorico della musica tedesco
- 1077 - Agnese di Poitou, regina

## XII secolo(2)
- 1123 - Enrico IV di Carinzia, nobile tedesco
- 1188 - Bertoldo I d'Istria, nobile italiano

## XIII secolo(4)
- 1210 - Soffredo, cardinale italiano
- 1267 - Algisio da Rosciate, vescovo cattolico italiano
- 1267 - Casimiro I di Cuiavia, duca (n. 1211)
- 1293 - Al-Ashraf Khalil, sultano turco (n. 1262)

## XIV secolo(4)
- 1311 - Margherita di Brabante, nobile belga (n. 1276)
- 1313 - Arnaud de Canteloup, cardinale e arcivescovo cattolico francese
- 1334 - Ottone IV di Baviera, duca tedesco (n. 1307)
- 1359 - Cangrande II della Scala, condottiero e politico italiano (n. 1332)

## XV secolo(5)
- 1417 - John Oldcastle, nobile britannico
- 1443 - Iolanda d'Aragona, principessa (n. 1384)
- 1471 - Leone de Lazara, giurista e politico italiano (n. 1397)
- 1480 - Niccolò Perotti, umanista, filologo e arcivescovo cattolico italiano
- 1497 - Ahmad Beg, principe ottomano (n. 1476)

## XVI secolo(9)
- 1510 - Federico di Sassonia, nobile tedesco (n. 1473)
- 1514 - Guillaume Briçonnet, funzionario, cardinale e arcivescovo cattolico francese (n. 1445)
- 1542 - Giacomo V di Scozia, re (n. 1512)
- 1544 - Biagio da Cesena, presbitero e notaio italiano (n. 1463)
- 1566 - Renato di Guisa, nobile francese (n. 1536)
- 1571 - Lorenzo Strozzi, cardinale, arcivescovo cattolico e abate italiano (n. 1523)
- 1580 - Fuwa Mitsuharu, militare giapponese
- 1591 - Giovanni della Croce, presbitero e santo spagnolo (n. 1542)
- 1595 - Henry Hastings, III conte di Huntingdon, nobile inglese (n. 1536)

## XVII secolo(10)
- 1614 - Claude de La Châtre, nobile e militare francese (n. 1536)
- 1618 - Anna d'Asburgo, imperatrice (n. 1585)
- 1621 - Alessandro Tesauro, poeta, architetto e diplomatico italiano (n. 1558)
- 1624 - Hans Francken, pittore fiammingo (n. 1581)
- 1624 - Charles Howard, I conte di Nottingham, nobile, politico e militare britannico (n. 1536)
- 1648 - Lelio Falconieri, cardinale e arcivescovo cattolico italiano (n. 1585)
- 1676 - Gaspar de Bracamonte y Guzmán, diplomatico spagnolo (n. 1595)
- 1681 - Georg Ludwig von Sinzendorf, nobile e politico austriaco (n. 1616)
- 1693 - Giuseppe Felice Tosi, compositore e organista italiano (n. 1619)
- 1698 - Johann Gottfried von Guttenberg, vescovo cattolico tedesco (n. 1645)

## XVIII secolo(35)
- 1702 - Kira Yoshinaka, militare giapponese (n. 1641)
- 1710 - Giovanni Cristiano I di Eggenberg, nobile boemo (n. 1641)
- 1715 - Thomas Tenison, arcivescovo anglicano britannico (n. 1636)
- 1722 - Elia XI, vescovo cristiano orientale siro
- 1723 - Carlo Francesco Giocoli, vescovo cattolico italiano (n. 1664)
- 1724 - Giuseppe Antonio Castelli, pittore italiano
- 1728 - Đuro Matijašević, poeta, letterato e presbitero croato (n. 1670)
- 1731 - Joseph Balthasar Hochreither, organista e compositore austriaco (n. 1669)
- 1734 - Noël-Nicolas Coypel, pittore francese (n. 1690)
- 1736 - Giorgio Clerici, III marchese di Cavenago, nobile e politico italiano (n. 1648)
- 1741 - Johann Amman, botanico e medico svizzero (n. 1707)
- 1755 - Henry Hall, britannico (n. 1661)
- 1760 - Andrija Kačić Miošić, poeta, scrittore e presbitero croato (n. 1704)
- 1761 - Jacinto Canek, rivoluzionario maya
- 1761 - Carlo Federico II di Württemberg-Oels, generale prussiano (n. 1690)
- 1767 - Niccolò Serra, cardinale e arcivescovo cattolico italiano (n. 1708)
- 1768 - Ulrika Sparre, nobildonna svedese (n. 1711)
- 1770 - Pietro Paolo Conti, cardinale italiano (n. 1689)
- 1773 - Johann Lorenz Bach, organista e compositore tedesco (n. 1695)
- 1776 - Johann Jakob Breitinger, letterato svizzero (n. 1701)
- 1779 - Andrea Barbiani, pittore italiano (n. 1708)
- 1781 - Johann Friedrich Adolf von der Marwitz, generale prussiano (n. 1723)
- 1781 - Joseph François Parrocel, pittore e incisore francese (n. 1704)
- 1782 - Gaetano Alemani, pittore e scenografo italiano (n. 1728)
- 1782 - Giulio Sacchetti, III marchese di Castelromano, nobile italiano (n. 1710)
- 1785 - Giovanni Battista Cipriani, pittore e disegnatore italiano (n. 1727)
- 1788 - Carl Philipp Emanuel Bach, compositore, organista e clavicembalista tedesco (n. 1714)
- 1788 - Carlo III di Spagna, sovrano (n. 1716)
- 1789 - Étienne Jeaurat, pittore e incisore francese (n. 1699)
- 1790 - Jean Joseph Pierre Pascalis, avvocato francese (n. 1732)
- 1792 - Carlo Cristiano Ermanno di Württemberg-Oels, generale prussiano (n. 1716)
- 1794 - Giuseppe Ignazio Corte, politico italiano (n. 1710)
- 1797 - John Robert Cozens, pittore britannico (n. 1752)
- 1799 - George Washington, politico e generale statunitense (n. 1732)
- 1800 - José de Ribas, ammiraglio italiano (n. 1749)

## XIX secolo(67)
- 1806 - John Breckinridge, politico statunitense (n. 1760)
- 1807 - Carlo Thaon di Sant'Andrea, nobile e militare italiano (n. 1725)
- 1810 - Cyrus Griffin, politico statunitense (n. 1749)
- 1810 - Baldassarre Orsini, architetto e storico dell'arte italiano (n. 1732)
- 1813 - Antonio Foschini, architetto italiano (n. 1741)
- 1813 - Bartolomeo Ruspini, medico italiano (n. 1728)
- 1816 - Johann Ferdinand Hetzendorf von Hohenberg, architetto austriaco (n. 1733)
- 1817 - Sigismondo Antonio Manci, nobile e presbitero italiano (n. 1734)
- 1819 - Hugh Montgomerie, XII conte di Eglinton, nobile, politico e compositore scozzese (n. 1739)
- 1823 - Vincenzo Cuoco, scrittore, giurista e politico italiano (n. 1770)
- 1825 - Carlos da Cunha e Menezes, cardinale e patriarca cattolico portoghese (n. 1759)
- 1826 - Conrad Malte-Brun, geografo danese (n. 1775)
- 1828 - Marc Guillaume Alexis Vadier, politico e rivoluzionario francese (n. 1736)
- 1829 - Luigi Marchesi, cantante castrato italiano (n. 1754)
- 1831 - Fernando Otorgués, militare e politico uruguaiano (n. 1774)
- 1833 - Giuseppe Maria Bozzi, vescovo cattolico italiano (n. 1772)
- 1842 - Alessandro de Rege di Gifflenga, generale italiano (n. 1774)
- 1843 - John Claudius Loudon, botanico e architetto del paesaggio scozzese (n. 1783)
- 1844 - Antonio Meneghelli, storico, critico letterario e traduttore italiano (n. 1765)
- 1844 - Melchor Múzquiz, generale e politico messicano (n. 1790)
- 1847 - Sebastiano Ciampi, presbitero, filologo e slavista italiano (n. 1769)
- 1848 - Jean-Antoine Letronne, archeologo e numismatico francese (n. 1787)
- 1849 - Conradin Kreutzer, compositore, musicista e direttore d'orchestra tedesco (n. 1780)
- 1851 - Giuseppe Cadorin, abate e storico italiano (n. 1792)
- 1852 - Giacomo Filippo de Meester Hüyoel, generale e patriota italiano (n. 1765)
- 1854 - Léon Faucher, politico francese (n. 1803)
- 1856 - Francesco Luigi Giuseppe di Borbone-Busset, generale e politico francese (n. 1782)
- 1858 - Nimatullah Kassab Al-Hardini, monaco cristiano e presbitero libanese (n. 1808)
- 1860 - Francesco Gaude, cardinale italiano (n. 1809)
- 1860 - George Hamilton Gordon, IV conte di Aberdeen, politico e ambasciatore inglese (n. 1784)
- 1861 - William Cunningham, teologo scozzese (n. 1805)
- 1861 - Alberto di Sassonia-Coburgo-Gotha, principe (n. 1819)
- 1862 - George Dashiell Bayard, generale statunitense (n. 1835)
- 1863 - Manuel Blanco Romasanta, criminale spagnolo (n. 1809)
- 1868 - Mario Aspa, compositore italiano (n. 1795)
- 1869 - Pietro Tenerani, scultore italiano (n. 1789)
- 1870 - Giovanni Barsotti, matematico italiano (n. 1799)
- 1871 - George Hudson, imprenditore britannico (n. 1800)
- 1872 - John Frederick Kensett, pittore e incisore statunitense (n. 1816)
- 1873 - Louis Agassiz, biologo, zoologo e paleontologo svizzero (n. 1807)
- 1873 - Elisabetta Ludovica di Baviera, regina (n. 1801)
- 1874 - Gallo Gallina, pittore, incisore e litografo italiano (n. 1796)
- 1875 - Giuseppe Orosi, chimico italiano (n. 1816)
- 1876 - Francesca Schervier, religiosa tedesca (n. 1819)
- 1878 - Alice di Sassonia-Coburgo-Gotha, principessa inglese (n. 1843)
- 1878 - Ernest Bazin, dermatologo francese (n. 1807)
- 1879 - Claude-Étienne Minié, militare francese (n. 1804)
- 1880 - Luigi Scotti Douglas, generale italiano (n. 1796)
- 1881 - Decimus Burton, architetto inglese (n. 1800)
- 1881 - Berndt Godenhjelm, pittore finlandese (n. 1799)
- 1881 - Adalindo Tanganelli, politico italiano (n. 1819)
- 1882 - Gaspare Campari, imprenditore italiano (n. 1828)
- 1882 - Karl von Hecker, ginecologo tedesco (n. 1827)
- 1883 - Henri Martin, storico, scrittore e politico francese (n. 1810)
- 1884 - Christian Ferdinand Schiess, militare svizzero (n. 1856)
- 1885 - Ernst Falkbeer, scacchista austriaco (n. 1819)
- 1885 - Arthur Purves Phayre, militare inglese (n. 1812)
- 1887 - Antonio Maria Ayala, missionario italiano (n. 1818)
- 1889 - Cölestin Josef Ganglbauer, cardinale, arcivescovo cattolico e abate austriaco (n. 1817)
- 1892 - Carlo Acquaviva d'Aragona, nobile e politico italiano (n. 1823)
- 1892 - Giuseppe Bozzelli, compositore italiano (n. 1841)
- 1894 - Giuseppe Testa, medico italiano (n. 1819)
- 1895 - Gabriele Iannelli, prete, archivista e archeologo italiano (n. 1825)
- 1895 - Paul Ludolf Melchers, cardinale e arcivescovo cattolico tedesco (n. 1813)
- 1897 - Domenico Caldara, pittore italiano (n. 1814)
- 1898 - Andrea Rossi, patriota e militare italiano (n. 1814)
- 1900 - Paddy Ryan, pugile irlandese (n. 1851)

## XX secolo(274)
- 1902 - Julia Grant, first lady statunitense (n. 1826)
- 1904 - Mélanie Calvat, religiosa e veggente francese (n. 1831)
- 1904 - Emil Szántó, epigrafista e storico austriaco (n. 1857)
- 1905 - Heinrich Leutemann, pittore e illustratore tedesco (n. 1824)
- 1906 - Federico Consolo, violinista e compositore italiano (n. 1841)
- 1906 - Franz von Waldburg-Wolfegg-Waldsee, principe e politico tedesco (n. 1833)
- 1907 - Anna D'Angeri, soprano italiano (n. 1853)
- 1908 - Emilio Brusa, giurista e politico italiano (n. 1843)
- 1909 - Agustín Querol, scultore spagnolo (n. 1860)
- 1910 - Vittorio Avondo, pittore e archeologo italiano (n. 1836)
- 1910 - Giovanni Petronio Russo, inventore, saggista e artista italiano (n. 1840)
- 1913 - Manuel González de Cosío, generale e politico messicano (n. 1836)
- 1914 - Giovanni Sgambati, pianista e compositore italiano (n. 1841)
- 1915 - Pietro Chiesa, politico italiano (n. 1858)
- 1917 - Giuseppe Garrone, magistrato e militare italiano (n. 1886)
- 1918 - Sidónio Pais, politico portoghese (n. 1872)
- 1919 - Norman Victor Leaver, calciatore e arbitro di calcio inglese (n. 1876)
- 1919 - Eugen Petersen, archeologo tedesco (n. 1836)
- 1920 - Benjamín G. Hill, generale messicano (n. 1874)
- 1921 - Luigi Fecia di Cossato, generale e politico italiano (n. 1841)
- 1922 - Gaetano Chierchia, ammiraglio italiano (n. 1850)
- 1923 - Théophile Deyrolle, pittore e ceramista francese (n. 1844)
- 1923 - Giuseppe Gallignani, compositore, organista e direttore d'orchestra italiano (n. 1851)
- 1924 - Pietro Pomares y de Morant, arcivescovo cattolico italiano (n. 1877)
- 1927 - Edwin Alderson, generale britannico (n. 1859)
- 1927 - Conrad Wahn, architetto tedesco (n. 1851)
- 1928 - Theodore Roberts, attore statunitense (n. 1861)
- 1928 - Pierre Xavier Emmanuel Ruffey, generale francese (n. 1851)
- 1928 - Jane Maria Strachey, attivista e scrittrice britannica (n. 1840)
- 1929 - Friedrich Grünanger, architetto austro-ungarico (n. 1856)
- 1929 - Sigurd Jørgensen, ginnasta norvegese (n. 1887)
- 1929 - Josef Noldin, avvocato austriaco (n. 1888)
- 1930 - F. Richard Jones, regista e produttore cinematografico statunitense (n. 1893)
- 1932 - Dario Lupi, politico italiano (n. 1876)
- 1932 - Damiano Macaluso, fisico italiano (n. 1845)
- 1933 - Louis Gustave Chauveaud, botanico francese (n. 1859)
- 1933 - Gardner Williams, nuotatore statunitense (n. 1877)
- 1934 - Franz Junger, scrittore e editore italiano (n. 1882)
- 1934 - Paul Saladin Leonhardt, scacchista tedesco (n. 1877)
- 1934 - Reginald Walter Maudslay, ingegnere e imprenditore inglese (n. 1871)
- 1935 - Stanley G. Weinbaum, scrittore e autore di fantascienza statunitense (n. 1902)
- 1936 - Giovanni Giani, pittore, medaglista e incisore italiano (n. 1866)
- 1937 - Charles Clapper, lottatore statunitense (n. 1875)
- 1937 - Edward Gleichen, generale inglese (n. 1863)
- 1937 - Ekaterina Ottovna Vazem, ballerina russa (n. 1848)
- 1938 - Maurice Emmanuel, compositore francese (n. 1862)
- 1938 - Giuseppe Sidoli, militare italiano (n. 1905)
- 1940 - Pietro Cogliolo, avvocato, giurista e politico italiano (n. 1859)
- 1940 - Mario Francescatto, militare italiano (n. 1915)
- 1940 - Marie Knitschke, scrittrice austriaca (n. 1857)
- 1940 - Anton Korošec, gesuita e politico sloveno (n. 1872)
- 1940 - Maria di Grecia, principessa greca (n. 1876)
- 1940 - Giorgio Moccheggiani, militare e aviatore italiano (n. 1917)
- 1941 - Hanns Kerrl, politico tedesco (n. 1887)
- 1941 - Richard Playne Stevens, militare e aviatore britannico (n. 1909)
- 1942 - Ignazio Lupi, attore italiano (n. 1867)
- 1942 - Adelina Drysdale Munro, principessa italiana (n. 1896)
- 1942 - Ture Ödlund, giocatore di curling svedese (n. 1894)
- 1942 - Salvatore Todaro, militare italiano (n. 1908)
- 1942 - Hubert Work, politico statunitense (n. 1860)
- 1942 - Alfredo Zambrini, militare e marinaio italiano (n. 1918)
- 1943 - Ettore Ascoli, generale e partigiano italiano (n. 1873)
- 1943 - Salvatore Cutelli, partigiano e militare italiano (n. 1894)
- 1943 - Immo Fritzsche, militare e aviatore tedesco (n. 1918)
- 1943 - John Harvey Kellogg, medico statunitense (n. 1852)
- 1944 - Luigi Anelli, letterato, editore e archeologo italiano (n. 1860)
- 1944 - Guglielmo Barbò, generale italiano (n. 1888)
- 1944 - Ada Biagini, schermitrice italiana (n. 1900)
- 1944 - Luigi Callegari, militare e partigiano italiano (n. 1923)
- 1944 - Dante Drusiani, partigiano italiano (n. 1925)
- 1944 - Theodor van Eupen, militare tedesco (n. 1907)
- 1944 - Guglielmo Michieli, scultore italiano (n. 1855)
- 1944 - Vincenzo Toffano, partigiano italiano (n. 1925)
- 1945 - Maurice Baring, letterato, scrittore e drammaturgo inglese (n. 1874)
- 1945 - Enrico Carusi, bibliotecario italiano (n. 1878)
- 1945 - Victor de Laveleye, politico e tennista belga (n. 1894)
- 1945 - Maud Duff, principessa britannica (n. 1893)
- 1946 - Enrico Maria Alliata di Villafranca, nobile, gastronomo e scrittore italiano (n. 1879)
- 1946 - Gigino Battisti, politico e partigiano italiano (n. 1901)
- 1946 - Roy William Neill, regista, produttore cinematografico e sceneggiatore irlandese (n. 1887)
- 1947 - Stanley Baldwin, politico britannico (n. 1867)
- 1947 - Arne Børresen, calciatore norvegese (n. 1907)
- 1947 - Lilly Reich, designer tedesca (n. 1885)
- 1947 - Gino Carlo Sensani, costumista italiano (n. 1888)
- 1948 - Cândido Firmino de Mello-Leitão, aracnologo e zoologo brasiliano (n. 1886)
- 1948 - Bill Peacock, pallanuotista britannico (n. 1891)
- 1948 - Georg Waitz, calciatore norvegese (n. 1891)
- 1949 - Giovanni Baroni, storico, avvocato e politico italiano (n. 1860)
- 1950 - Kalle Aalto, politico finlandese (n. 1884)
- 1950 - Eduino Maoro, architetto italiano (n. 1875)
- 1950 - Igor' Andreevič Savčenko, regista cinematografico sovietico (n. 1906)
- 1951 - Fritz Julius Kuhn, politico tedesco (n. 1896)
- 1951 - Carl Otto Lampland, astronomo statunitense (n. 1873)
- 1951 - Umberto Sclanizza, attore italiano (n. 1893)
- 1952 - Michel Alexandre, filosofo francese (n. 1888)
- 1952 - Teixeira de Pascoaes, poeta, scrittore e filosofo portoghese (n. 1877)
- 1952 - Fartein Valen, compositore norvegese (n. 1887)
- 1953 - Bertha Belmore, attrice inglese (n. 1882)
- 1953 - Marjorie Kinnan Rawlings, scrittrice statunitense (n. 1896)
- 1954 - John Baptist Choi Deok-hong, vescovo cattolico sudcoreano (n. 1902)
- 1954 - Francesco Fiore, poeta e cantautore italiano (n. 1889)
- 1954 - Dmitrij Nikolaevič Medvedev, militare sovietico (n. 1898)
- 1954 - Emil Rausch, nuotatore tedesco (n. 1883)
- 1954 - Fred R. Zimmerman, politico statunitense (n. 1880)
- 1955 - Dorothy Bernard, attrice statunitense (n. 1890)
- 1955 - Hubert Brand, ammiraglio inglese (n. 1870)
- 1955 - Otto Braun, politico tedesco (n. 1872)
- 1955 - Gino Maggioni, architetto italiano (n. 1898)
- 1956 - Juho Kusti Paasikivi, diplomatico e politico finlandese (n. 1870)
- 1957 - Josef Lada, grafico e illustratore ceco (n. 1887)
- 1957 - Audun Rusten, nuotatore norvegese (n. 1894)
- 1958 - Alfons Anker, architetto tedesco (n. 1872)
- 1958 - Antoni Gałecki, calciatore polacco (n. 1906)
- 1958 - Władysław Kowalski, politico e letterato polacco (n. 1894)
- 1958 - Guglielmo Miliocchi, politico italiano (n. 1873)
- 1958 - Otto Obermeier, pittore e illustratore tedesco (n. 1883)
- 1959 - Armando Cougnet, giornalista italiano (n. 1880)
- 1959 - Stanley Spencer, pittore britannico (n. 1891)
- 1959 - Edna Wallace Hopper, attrice statunitense (n. 1874)
- 1960 - Antonio Barluzzi, architetto italiano (n. 1884)
- 1960 - Hermine Körner, attrice e regista tedesca (n. 1882)
- 1960 - David Rapaport, psicologo e psicoanalista ungherese (n. 1911)
- 1960 - Gregory Ratoff, attore, regista e sceneggiatore russo (n. 1897)
- 1961 - Giannetto Bezzecchi, calciatore italiano (n. 1900)
- 1961 - Manuel Fernández, calciatore spagnolo (n. 1914)
- 1961 - James Kaylor, politico e sindacalista britannico (n. 1877)
- 1961 - Richard Schirrmann, insegnante tedesco (n. 1874)
- 1961 - Aribert Wäscher, attore tedesco (n. 1895)
- 1962 - Carlo De Ferrari, arcivescovo cattolico italiano (n. 1885)
- 1962 - Pio Paschini, vescovo cattolico e storico italiano (n. 1878)
- 1963 - Hans Abraham, sollevatore tedesco (n. 1886)
- 1963 - Rudolf Allers, psichiatra austriaco (n. 1883)
- 1963 - Gustav Machatý, regista e sceneggiatore ceco (n. 1901)
- 1963 - Marie Marvingt, aviatrice e sportiva francese (n. 1875)
- 1963 - Erich Ollenhauer, politico tedesco (n. 1901)
- 1963 - Dinah Washington, cantante statunitense (n. 1924)
- 1964 - William Bendix, attore statunitense (n. 1906)
- 1964 - Francisco Canaro, compositore argentino (n. 1888)
- 1964 - Ralph Horner, politico e imprenditore canadese (n. 1884)
- 1964 - Franz Moßhammer, politico austriaco (n. 1882)
- 1964 - Enrico Roselli, politico italiano (n. 1909)
- 1965 - Hellmuth Felmy, militare tedesco (n. 1885)
- 1965 - Mack Lee Hill, giocatore di football americano statunitense (n. 1940)
- 1965 - Leopoldine Konstantin, attrice austriaca (n. 1886)
- 1966 - Víctor Andrés Belaúnde, politico peruviano (n. 1883)
- 1966 - Emma Dunn, attrice statunitense (n. 1874)
- 1966 - Isaak Pomerančuk, fisico sovietico (n. 1913)
- 1966 - Richard Whorf, regista, attore e produttore cinematografico statunitense (n. 1906)
- 1968 - Margarete Klose, mezzosoprano tedesco (n. 1902)
- 1968 - Dorothy Payne Whitney, filantropa e editrice statunitense (n. 1887)
- 1968 - Raimondo Scintu, militare italiano (n. 1889)
- 1969 - Angelo Brucculeri, gesuita, giornalista e sociologo italiano (n. 1879)
- 1969 - Adolf Höschle, calciatore tedesco (n. 1899)
- 1969 - Marco Sala, calciatore italiano (n. 1886)
- 1970 - Giovanni Cimara, attore italiano (n. 1889)
- 1970 - Earl Eby, mezzofondista statunitense (n. 1894)
- 1970 - Franz Schlegelberger, politico tedesco (n. 1876)
- 1970 - Elmer Schoebel, pianista, compositore e arrangiatore statunitense (n. 1896)
- 1970 - William Slim, generale britannico (n. 1891)
- 1970 - Edoardo Weiss, psichiatra e psicoanalista italiano (n. 1889)
- 1972 - Costante Coter, scultore e pittore italiano (n. 1899)
- 1972 - Giuseppe Oltrasi, compositore, organista e direttore d'orchestra italiano (n. 1887)
- 1973 - Giovanni Battista Adonnino, avvocato e politico italiano (n. 1889)
- 1973 - Giuseppe Aventi, antifascista, saggista e giornalista italiano (n. 1893)
- 1973 - Gabriel Cochet, generale francese (n. 1888)
- 1973 - Heinrich Kirchheim, generale tedesco (n. 1882)
- 1973 - Johannes Baptist Neuhäusler, vescovo cattolico, teologo e attivista tedesco (n. 1888)
- 1974 - Nina Agadžanova-Šutko, rivoluzionaria, sceneggiatrice e regista sovietica (n. 1889)
- 1974 - Fritz Hagmann, lottatore svizzero (n. 1901)
- 1974 - Kurt Hahn, pedagogista tedesco (n. 1886)
- 1974 - Walter Lippmann, giornalista e politologo statunitense (n. 1889)
- 1974 - Fritz Szepan, calciatore e allenatore di calcio tedesco (n. 1907)
- 1975 - Mongezi Feza, trombettista, flautista e compositore sudafricano (n. 1945)
- 1975 - Nuccio Fiorda, compositore e direttore d'orchestra italiano (n. 1894)
- 1975 - Rose Pauly, soprano ungherese (n. 1894)
- 1975 - Leandro Sorio, anarchico italiano (n. 1899)
- 1975 - Arthur Treacher, attore britannico (n. 1894)
- 1976 - Donald Menzel, astronomo statunitense (n. 1901)
- 1976 - Prisco Palumbo, militare e poliziotto italiano (n. 1952)
- 1976 - Pietro Vaccari, storico e politico italiano (n. 1880)
- 1977 - Raffaello Parenti, presbitero, matematico e paleontologo italiano (n. 1907)
- 1977 - Ernesto Troiano, ingegnere e politico italiano (n. 1885)
- 1978 - Antonino Cuttitta, militare e politico italiano (n. 1893)
- 1978 - Egil Jacobsen, calciatore norvegese (n. 1899)
- 1978 - Salvador de Madariaga, diplomatico, politico e scrittore spagnolo (n. 1886)
- 1978 - Giovanni Melarangelo, pittore italiano (n. 1903)
- 1978 - Edmundo Suárez, calciatore e allenatore di calcio spagnolo (n. 1916)
- 1979 - Emil Belluš, architetto slovacco (n. 1899)
- 1979 - Friedrich Ebert, politico tedesco (n. 1894)
- 1979 - Václav Havel, canoista cecoslovacco (n. 1920)
- 1979 - Riccardo Lombardi, predicatore e religioso italiano (n. 1908)
- 1979 - Charles McBurney, archeologo statunitense (n. 1914)
- 1979 - Eberhard Rodt, generale tedesco (n. 1895)
- 1980 - Richard Drew, giornalista e inventore statunitense (n. 1899)
- 1980 - Guido Landra, antropologo italiano (n. 1913)
- 1980 - Joël Le Theule, politico francese (n. 1930)
- 1980 - Norman Taylor, canottiere canadese (n. 1899)
- 1981 - Ottavio Fanfani, attore italiano (n. 1916)
- 1981 - Victor Kugler, dirigente d'azienda tedesco (n. 1900)
- 1981 - Clarence Oldfield, velocista sudafricano (n. 1899)
- 1981 - Anton Perwein, pallamanista austriaco (n. 1911)
- 1981 - Marian Shockley, attrice statunitense (n. 1908)
- 1982 - Achille Adriani, archeologo italiano (n. 1905)
- 1982 - Melkiorre Melis, artista italiano (n. 1889)
- 1982 - Pengiran Anak Mohammad Alam, principe e politico bruneiano (n. 1918)
- 1984 - Vicente Aleixandre, poeta spagnolo (n. 1898)
- 1984 - Alberto Fernández Blanco, ciclista su strada spagnolo (n. 1955)
- 1984 - Hugo Weczerek, schermidore austriaco (n. 1909)
- 1985 - Italo De Tuddo, sceneggiatore italiano (n. 1916)
- 1985 - Roger Maris, giocatore di baseball statunitense (n. 1934)
- 1986 - Aleksej Guščin, tiratore a segno sovietico (n. 1922)
- 1986 - Dick Mehen, cestista statunitense (n. 1922)
- 1986 - Giusto Pinzani, artigiano italiano (n. 1897)
- 1986 - Antal Páger, attore ungherese (n. 1899)
- 1987 - Bixio Cherubini, paroliere e poeta italiano (n. 1899)
- 1987 - Copi, drammaturgo, fumettista e scrittore argentino (n. 1939)
- 1987 - Merlyn Hans Dethlefsen, militare e aviatore statunitense (n. 1934)
- 1987 - Tim Dinsdale, ingegnere britannico (n. 1924)
- 1987 - Georg Knöpfle, calciatore tedesco (n. 1904)
- 1987 - Romolo Sforza, calciatore italiano (n. 1920)
- 1987 - Thomas Willoughby Winterton, generale britannico (n. 1898)
- 1987 - Ladislav Čulík, calciatore cecoslovacco (n. 1909)
- 1988 - Jacques Berenguer, criminale francese (n. 1936)
- 1988 - Evald Schorm, regista, sceneggiatore e attore cecoslovacco (n. 1931)
- 1988 - Jean Schramme, mercenario belga (n. 1929)
- 1989 - Lionello De Felice, regista e sceneggiatore italiano (n. 1916)
- 1989 - Jock Mahoney, attore e stuntman statunitense (n. 1919)
- 1989 - Andrej Dmitrievič Sacharov, fisico e attivista sovietico (n. 1921)
- 1990 - Marcelle Chaumont, stilista francese (n. 1891)
- 1990 - Friedrich Dürrenmatt, scrittore, drammaturgo e pittore svizzero (n. 1921)
- 1990 - Giovanni di Thurn und Taxis, tedesco (n. 1926)
- 1990 - Pietro Tordi, attore italiano (n. 1906)
- 1990 - Zhang Qun, politico e generale cinese (n. 1889)
- 1991 - Robert Eddison, attore britannico (n. 1908)
- 1991 - Nikolaj Gusakov, combinatista nordico sovietico (n. 1934)
- 1992 - Severino Rigoni, pistard e ciclista su strada italiano (n. 1914)
- 1992 - Enrico Thiébat, cantautore, cabarettista e scultore italiano (n. 1949)
- 1992 - Luigi Traini, calciatore e allenatore di calcio italiano (n. 1926)
- 1993 - Wolfried Lier, attore tedesco (n. 1917)
- 1993 - Myrna Loy, attrice statunitense (n. 1905)
- 1993 - Mario Marè, pittore italiano (n. 1921)
- 1993 - Silvina Ocampo, poetessa, scrittrice e pittrice argentina (n. 1903)
- 1994 - Orval Faubus, politico statunitense (n. 1910)
- 1994 - Lucien Nortier, illustratore, disegnatore e sceneggiatore francese (n. 1922)
- 1994 - Lilly Scholz, pattinatrice artistica su ghiaccio austriaca (n. 1903)
- 1994 - Franco Venturi, storico italiano (n. 1914)
- 1995 - Ahmed Reda Guedira, politico marocchino (n. 1922)
- 1995 - Gustavus Hamilton-Russell, X visconte Boyne, ufficiale irlandese (n. 1931)
- 1995 - Constance Tipper, ingegnere e cristallografa britannica (n. 1894)
- 1996 - John Craven, calciatore inglese (n. 1947)
- 1996 - Walter D'Odorico, calciatore italiano (n. 1913)
- 1996 - Gaston Miron, poeta, scrittore e editore canadese (n. 1928)
- 1996 - Giorgio Solaroli di Briona, nobile, militare e aviatore italiano (n. 1918)
- 1997 - John Adair, antropologo statunitense (n. 1913)
- 1997 - Owen Barfield, filosofo, scrittore e poeta britannico (n. 1898)
- 1997 - Frankie Baumholtz, giocatore di baseball e cestista statunitense (n. 1918)
- 1997 - Mariana Frigeni, scrittrice italiana (n. 1909)
- 1997 - Lisl Goldarbeiter, modella austriaca (n. 1909)
- 1997 - Teodoro Goliardi, schermidore uruguaiano (n. 1927)
- 1997 - Stubby Kaye, attore e comico statunitense (n. 1918)
- 1997 - Kurt Winter, chitarrista e compositore canadese (n. 1946)
- 1998 - Vittorio Cottafavi, regista e sceneggiatore italiano (n. 1914)
- 1998 - Aldo Falzotti, calciatore italiano (n. 1923)
- 1998 - Norman Fell, attore statunitense (n. 1924)
- 1998 - Jurij Hromak, nuotatore sovietico (n. 1948)
- 1998 - James A. Jensen, paleontologo statunitense (n. 1918)
- 1998 - Will Tremper, regista, sceneggiatore e giornalista tedesco (n. 1928)
- 1999 - Georges Aeby, calciatore svizzero (n. 1913)
- 1999 - Gré Brouwenstijn, soprano olandese (n. 1915)
- 1999 - Sándor Holczreiter, sollevatore ungherese (n. 1946)
- 1999 - Enea Selis, arcivescovo cattolico italiano (n. 1910)
- 2000 - Myroslav Ivan Ljubačivs'kyj, cardinale ucraino (n. 1914)
- 2000 - John Mahnken, cestista statunitense (n. 1922)
- 2000 - Mario Rossello, ceramista, pittore e scultore italiano (n. 1927)

## XXI secolo(127)
- 2001 - Costante Bernardini, calciatore e cestista italiano (n. 1924)
- 2001 - Conte Candoli, trombettista statunitense (n. 1927)
- 2001 - Alfred Byrd Graf, botanico e scrittore tedesco (n. 1901)
- 2001 - John Guedel, conduttore radiofonico e produttore televisivo statunitense (n. 1913)
- 2001 - Winfried Sebald, scrittore tedesco (n. 1944)
- 2002 - Ruth Kobart, attrice statunitense (n. 1924)
- 2002 - Jurij Nolev-Sobolev, artista russo (n. 1928)
- 2003 - Daniel Arasse, storico dell'arte francese (n. 1944)
- 2003 - Christian Bernadac, giornalista e scrittore francese (n. 1937)
- 2003 - Jeanne Crain, attrice statunitense (n. 1925)
- 2003 - Oldřich Menclík, calciatore cecoslovacco (n. 1923)
- 2003 - Blas Ople, politico e giornalista filippino (n. 1927)
- 2003 - François Rauber, arrangiatore, compositore e direttore d'orchestra francese (n. 1933)
- 2003 - Luigi Raybaudi Massilia, giornalista, editore e filatelista italiano (n. 1913)
- 2003 - Frank Sheeran, sindacalista e mafioso statunitense (n. 1920)
- 2003 - Antonio Vangelli, pittore italiano (n. 1917)
- 2004 - Jim Fletcher, fumettista e animatore statunitense (n. 1930)
- 2004 - Aleksej Korneev, calciatore sovietico (n. 1939)
- 2004 - Anselmo López, cestista, allenatore di pallacanestro e dirigente sportivo spagnolo (n. 1910)
- 2004 - Fernando Poe Jr., attore, regista e politico filippino (n. 1939)
- 2004 - Agostino Straulino, velista e ammiraglio italiano (n. 1914)
- 2004 - Carsten Peter Thiede, storico e papirologo tedesco (n. 1952)
- 2005 - Gordon Duncan, musicista britannico (n. 1964)
- 2005 - Fritz Kristoffersen, calciatore norvegese (n. 1917)
- 2005 - Trevanian, scrittore statunitense (n. 1931)
- 2006 - Anton Balasingham, giornalista e traduttore singalese (n. 1938)
- 2006 - Pupo De Luca, attore e musicista italiano (n. 1926)
- 2006 - Ahmet Ertegün, produttore discografico e imprenditore turco (n. 1923)
- 2006 - Mike Evans, attore statunitense (n. 1949)
- 2006 - Sivuca, polistrumentista, compositore e arrangiatore brasiliano (n. 1930)
- 2007 - Federico Brini, politico italiano (n. 1929)
- 2008 - Aleš Höffer, ostacolista cecoslovacco (n. 1962)
- 2008 - Ricardo Infante, calciatore argentino (n. 1924)
- 2008 - Carl Kotchian, dirigente d'azienda statunitense (n. 1914)
- 2008 - Adelmo Prenna, allenatore di calcio e calciatore italiano (n. 1930)
- 2009 - Alan A'Court, calciatore e allenatore di calcio inglese (n. 1934)
- 2009 - Carlo Gajani, fotografo, pittore e incisore italiano (n. 1929)
- 2009 - Per Jensen, calciatore danese (n. 1930)
- 2009 - Miodrag Jovanović, calciatore e allenatore di calcio jugoslavo (n. 1922)
- 2009 - Carla Melazzini, insegnante italiana (n. 1944)
- 2009 - Giuseppe Montuschi, giornalista e editore italiano (n. 1927)
- 2009 - Dario Robbiani, giornalista, scrittore e politico svizzero (n. 1939)
- 2010 - Robyn Mason Dawes, psicologo e saggista statunitense (n. 1936)
- 2010 - António Feliciano, allenatore di calcio e calciatore portoghese (n. 1922)
- 2010 - Neva Patterson, attrice statunitense (n. 1920)
- 2010 - Pascal Rakotomavo, politico malgascio (n. 1934)
- 2011 - Luigi Carpaneda, schermidore italiano (n. 1925)
- 2011 - Paul-Emile Deiber, attore e doppiatore francese (n. 1925)
- 2011 - Pedro Febles, calciatore e allenatore di calcio venezuelano (n. 1958)
- 2011 - Joe Simon, fumettista statunitense (n. 1913)
- 2011 - Billie Jo Spears, cantante statunitense (n. 1938)
- 2012 - Alida Chelli, attrice e cantante italiana (n. 1943)
- 2012 - Klaus Köste, ginnasta tedesco (n. 1943)
- 2012 - Héctor Payán, cestista messicano (n. 1948)
- 2012 - Antonio Russo, politico italiano (n. 1952)
- 2013 - John Cornforth, chimico australiano (n. 1917)
- 2013 - Janet Dailey, scrittrice statunitense (n. 1944)
- 2013 - Sergio Nesi, militare e scrittore italiano (n. 1918)
- 2013 - Peter O'Toole, attore britannico (n. 1932)
- 2013 - France Roche, giornalista, critica cinematografica e attrice francese (n. 1921)
- 2014 - Theo Colborn, ecologa statunitense (n. 1927)
- 2014 - Irene Dalis, mezzosoprano statunitense (n. 1925)
- 2014 - Enzo Espa, glottologo e etnologo italiano (n. 1919)
- 2014 - Ezio Galbiati, allenatore di calcio e calciatore italiano (n. 1931)
- 2014 - Louis Alphonse Koyagialo, politico della Repubblica Democratica del Congo (n. 1947)
- 2014 - Bess Myerson, modella statunitense (n. 1924)
- 2014 - Mario Napoli, giurista italiano (n. 1945)
- 2014 - Fred Thurston, giocatore di football americano statunitense (n. 1933)
- 2014 - Cees van der Pluijm, scrittore e drammaturgo olandese (n. 1954)
- 2015 - Elena Asins, pittrice e critica d'arte spagnola (n. 1940)
- 2015 - Armando Cossutta, politico, giornalista e partigiano italiano (n. 1926)
- 2015 - Edmund Lyndeck, attore statunitense (n. 1925)
- 2015 - Alessandro Pizzorusso, giurista e costituzionalista italiano (n. 1931)
- 2015 - Vadym Tyščenko, allenatore di calcio e calciatore sovietico (n. 1963)
- 2016 - Paulo Evaristo Arns, cardinale e arcivescovo cattolico brasiliano (n. 1921)
- 2016 - Bernard Fox, attore britannico (n. 1927)
- 2016 - Karel Husa, compositore e direttore d'orchestra ceco (n. 1921)
- 2016 - Ricky Mantoan, musicista italiano (n. 1945)
- 2016 - Päivi Paunu, cantante finlandese (n. 1946)
- 2016 - Adelchi Pillinini, generale italiano (n. 1934)
- 2016 - Jeremy Summers, regista britannico (n. 1931)
- 2017 - Hubert Damisch, filosofo e critico d'arte ceco (n. 1928)
- 2017 - Karl-Erik Nilsson, lottatore svedese (n. 1922)
- 2017 - Lones Wigger, tiratore a segno statunitense (n. 1937)
- 2017 - Tamio Ōki, doppiatore giapponese (n. 1928)
- 2018 - J~Sin Trioxin, chitarrista, cantante e cantautore statunitense (n. 1979)
- 2018 - Matti Kassila, regista e sceneggiatore finlandese (n. 1924)
- 2018 - Joe Osborn, bassista statunitense (n. 1937)
- 2018 - Edmond Simeoni, politico francese (n. 1934)
- 2018 - Nancy Wilson, cantante statunitense (n. 1937)
- 2019 - Jurij Beljaev, calciatore e allenatore di calcio sovietico (n. 1934)
- 2019 - John Briley, sceneggiatore statunitense (n. 1925)
- 2019 - Lord Tim Hudson, disc jockey inglese (n. 1940)
- 2019 - Anna Karina, attrice, sceneggiatrice e regista danese (n. 1940)
- 2019 - Chuy Bravo, attore e comico statunitense (n. 1956)
- 2019 - Moondog Rex, wrestler statunitense (n. 1950)
- 2019 - Paulo Henrique Torquato, giocatore di football americano brasiliano (n. 1992)
- 2019 - Panamarenko, pittore, scultore e inventore belga (n. 1940)
- 2020 - Claudio Baiocchi, matematico italiano (n. 1940)
- 2020 - Gérard Houllier, calciatore, allenatore di calcio e dirigente sportivo francese (n. 1947)
- 2020 - Huang Zongying, attrice e scrittrice cinese (n. 1925)
- 2020 - Earl Hutto, politico statunitense (n. 1926)
- 2020 - Günter Sawitzki, calciatore tedesco (n. 1932)
- 2020 - George Sharples, calciatore inglese (n. 1943)
- 2020 - José María de la Torre Martín, vescovo cattolico messicano (n. 1952)
- 2021 - Muamer Abdulrab, calciatore qatariota (n. 1982)
- 2021 - Riccardo Ehrman, giornalista italiano (n. 1929)
- 2021 - Ken Kragen, produttore televisivo e autore televisivo statunitense (n. 1936)
- 2021 - Henry Orenstein, giocatore di poker, imprenditore e inventore polacco (n. 1923)
- 2021 - Jimmy Robson, calciatore inglese (n. 1939)
- 2021 - André Souvré, cestista francese (n. 1939)
- 2021 - James Wharram, ingegnere inglese (n. 1928)
- 2022 - Angelo Angelelli, arbitro di calcio italiano (n. 1946)
- 2022 - Riccardo Giovanelli, astronomo e fisico italiano (n. 1946)
- 2022 - Mariano Guzzini, politico italiano (n. 1943)
- 2022 - Billie Moore, allenatrice di pallacanestro statunitense (n. 1943)
- 2022 - Faustino Turra, calciatore italiano (n. 1939)
- 2023 - Cari Beauchamp, scrittrice e storica del cinema statunitense (n. 1949)
- 2023 - George McGinnis, cestista statunitense (n. 1950)
- 2023 - Lee Redmond, personaggio televisivo statunitense (n. 1941)
- 2023 - Angelo Stella, italianista e filologo italiano (n. 1938)
- 2023 - Ghislain de Diesbach, scrittore e biografo francese (n. 1931)
- 2024 - Isak Andic, imprenditore spagnolo (n. 1953)
- 2024 - Mircea Diaconu, attore, scrittore e politico rumeno (n. 1949)
- 2024 - Frans Körver, calciatore, allenatore di calcio e dirigente sportivo olandese (n. 1937)
- 2024 - Josef Taus, politico austriaco (n. 1933)
- 2024 - Giacinto Urso, politico italiano (n. 1925)

## Senza anno specificato(2)
- Aldfrith, sovrano anglosassone
- Bonaventura da Pistoia, presbitero italiano